# Cloud Cafe
Cloud Cafe is een Nederlandse band, bestaande uit Tara Wilts (zang en gitaar), David Coehoorn (gitaar), Tom Radsma (basgitaar) en Dirck Kroes (drums). Ze hebben één ep (Cloud Cafe in 2023) en één album (Gift Horse in 2024) uitgebracht.

## Geschiedenis
De band werd gevormd in 2020. Na enkele optredens deden ze in 2022 mee aan de Amterdamse Popprijs, welke ze wonnen. Ze tekenden een contract bij platenlabel Excelsior Recordings en brachten in november 2022 hun eerste single In Over Your Head uit.
In januari 2023 waren ze voorprogramma van Tim Knol en stonden ze op Noorderslag. In maart van 2023 werd hun eerste (titelloze) ep uitgebracht. In 2023 deden ze ook onder andere de festivals Grasnapolsky en Into the Great Wide Open aan. Vlak voor dat laatstgenoemde festival werd single Honey uitgebracht. Er werden in 2024 werden verschillende singles uitgebracht, opbouwend naar debuutalbum Gift Horse. Met het album werd er een Nederlandse tour gedaan, waarbij ze speelden in onder andere Bitterzoet, EKKO en Merleyn. Ook waren ze te horen op festival Left of the dial in Rotterdam.